# 6122 Henrard
6122 Henrard eller 1987 SW1 är en asteroid i huvudbältet som upptäcktes den 21 september 1987 av den amerikanske astronomen Edward L.G. Bowell vid Anderson Mesa Station. Den är uppkallad efter Jacques Henrard.
Asteroiden har en diameter på ungefär 9 kilometer.